# Giuseppe Maria Doria
Giuseppe Maria Doria, książę de Massanova e Tacina (ur. 12 lipca 1730, zm. 8 marca 1816) – doża Genui wybrany  16 września 1793 roku.
Na stanowisku  doży genueńskiego zasiadał przez przepisowe dwa lata kadencji (dokładnie do 16 września 1795 roku).
Nie powinien z nim być mylony kardynał Giuseppe Maria Doria Pamphili (1751-1816).